# Зименки (Родниковский район)
Зименки — деревня в Родниковском районе Ивановской области. Входит в состав Филисовского сельского поселения.

## География
Находится в центральной части Ивановской области на расстоянии приблизительно 6 км на запад-юго-запад по прямой от районного центра города Родники.

## История
В 1872 году здесь (тогда деревня Нерехтского уезда Костромской губернии) было учтено 40 дворов, в 1907 году — 60.

## Население
Постоянное население составляло 235 человек (1872 год), 239 (1897), 299 (1907), 8 в 2002 году (русские 97 %), 2 в 2010.